# Власова Слобода
Власова Слобода — деревня в Смоленском районе Смоленской области России. Входит в состав Катынского сельского поселения. 
Расположена в западной части области в 28 км к западу от Смоленска, в 9 км южнее автодороги М1 «Беларусь», на берегу реки Днепр. В 7 км севернее деревни расположена железнодорожная станция Воронино на линии Москва — Минск.

## История
В годы Великой Отечественной войны деревня была оккупирована гитлеровскими войсками в июле 1941 года, освобождена в сентябре 1943 года. 